# Guyana-Hörnchen
Das Guyana-Hörnchen (Sciurus aestuans) ist eine Hörnchenart aus der Gattung der Eichhörnchen (Sciurus). Es kommt im nördlichen Brasilien, im Süden und Osten von Venezuela, im südöstlichen Kolumbien, im nordöstlichen Peru und in den drei Guyanas vor.

## Merkmale
Das Guyana-Hörnchen erreicht eine Kopf-Rumpf-Länge von etwa 16,0 bis 18,6 Zentimetern, hinzu kommt ein etwa 16,3 bis 25,0 Zentimeter langer Schwanz. Das Gewicht der Tiere reicht von etwa 160 bis 380 Gramm. Das Rückenfell der Tiere ist olivfarben bis grau gefärbt, durchsetzt mit Braun und gelber Melierung. Der Bauch ist weiß oder cremeweiß bis sandfarben oder gelblich. Der Schwanz entspricht oberseits der Rückenfärbung, unterseits ist er etwas rötlicher. Um die Augen besitzen die Tiere einen blass gelblich-braunen Augenring, häufig befindet sich hinter den Ohren ein blasser sandfarbener Postaurikularfleck („Hinter-dem-Ohr-Fleck“). Sowohl Albinismus wie auch Melanismus kommt vor, ist jedoch selten.

## Verbreitung
Das Guyana-Hörnchen kommt im nördlichen Brasilien, in den südlich und östlich des Orinocos gelegenen Gebieten Venezuelas, im südöstlichen Kolumbien, im nordöstlichen Peru und in den drei Guyanas vor. In Brasilien lebt das Guyana-Hörnchen in den nördlich des Amazonas gelegenen Gebieten sowie südlich des Amazonas zwischen dem Rio Madeira im Westen und dem Rio Iriri im Osten.

## Lebensweise

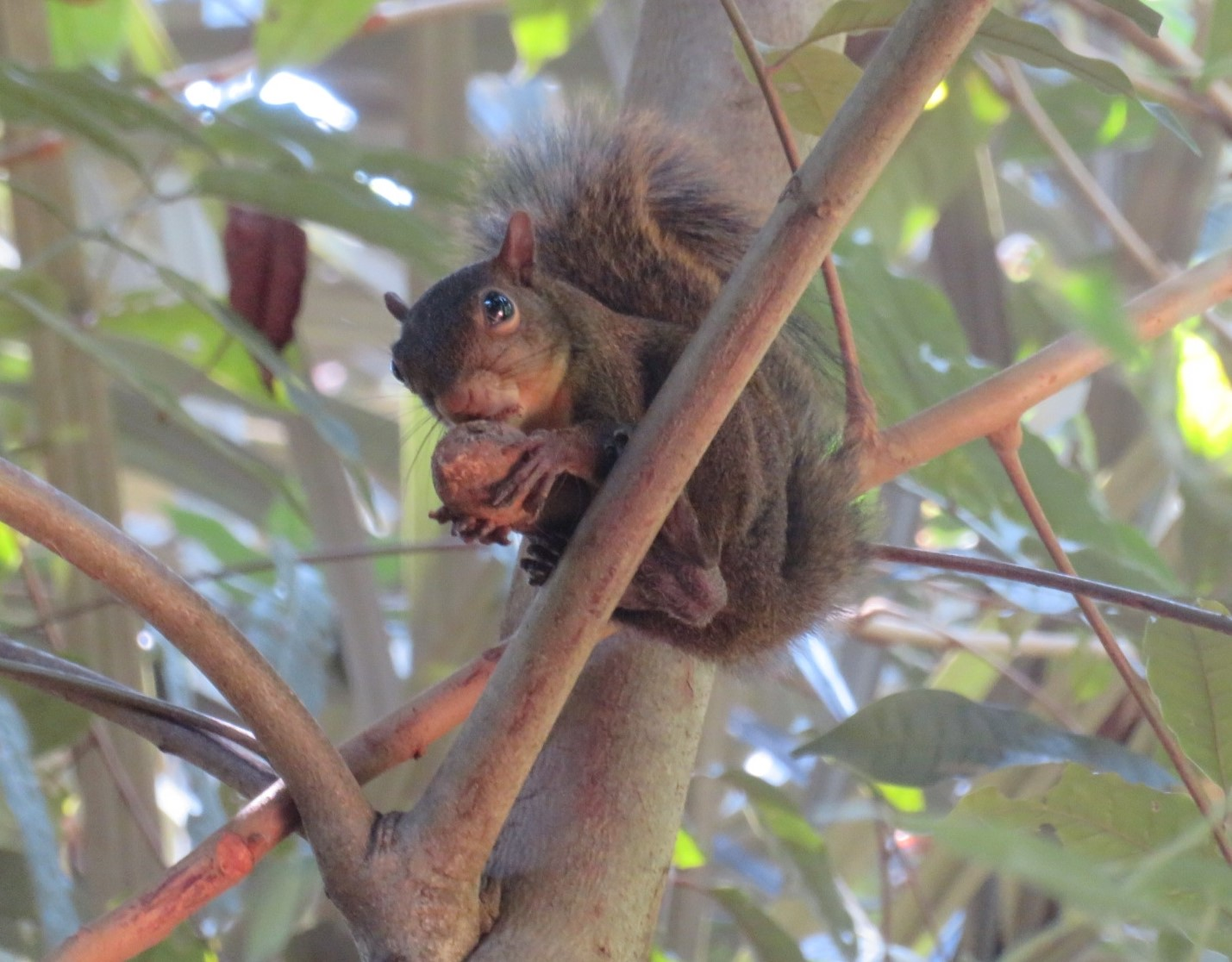
Guyana-Hörnchen

Das Guyana-Hörnchen lebt vor allem in tropischen Regenwaldgebieten sowie in Sumpfregionen und Feuchtwäldern, daneben jedoch auch in  Sekundärwäldern sowie in Gärten, Plantagen und auch in Parkanlagen in den Städten. Die Tiere sind tagaktiv und baumlebend, kommen jedoch gelegentlich auch auf den Boden zur Suche nach Nahrung. Sie kommen in allen Baumschichten vor, bevorzugen allerdings mittlere Höhen von fünf bis zwölf Metern. Sie leben als Einzelgänger, wobei es keine exklusiven Reviere gibt und sich die Territorien der einzelnen Tiere stark überlappen. Das durchschnittliche Territorium der Männchen ist mit 6,5 ha etwa doppelt so groß wie das der Weibchen (3,1 ha), nach der Verpaarung im Winter werden die Streifgebiete jedoch kleiner. Guyana-Hörnchen ernähren sich überwiegend von Samen und Früchten der verschiedenen tropischen Baumarten und Gebüsche. Hinzu kommen häufig im Herbst und Winter Pilze als Nahrungsquelle. Die Tiere entwickeln ein ausgesprochenes Geschick im Umgang mit den verschiedenen Früchten der Palmengewächse, den sie von den ausgewachsenen Tieren lernen. Sie sind in ihrem Verbreitungsgebiet wichtige Samenverbreiter, da sie im Herbst und Winter Vorräte anlegen; diese können teilweise bis in 30 Metern Höhe im Geäst der Bäume liegen. In einigen Regionen mit sehr starker Waldfragmentation stellen sie für verschiedene Pflanzenarten mit bis zu 96 % der Nutzung die wichtigsten Samennutzer dar. Die Kommunikation der Tiere untereinander erfolgt über ein reichhaltiges Repertoire an Rufen, darunter hochfrequente Alarmrufe, Geschnatter, einzelne hohe Schreie und langgezogene Heultöne. Werden sie von einer potenziellen Gefahr aufgescheucht, rennen sie laut schnatternd und rufend die Bäume hoch und verstecken sich im Geäst.
Die Nester (Kobel) werden aus Zweigen und Blättern im Geäst der Bäume angelegt. Die Tiere haben zwei Fortpflanzungsphasen im Jahr, Verpaarung findet im späten Herbst und frühen Winter sowie im späten Frühjahr statt. Die Weibchen sind entsprechend im Winter sowie im Sommer trächtig und werfen die Jungtiere im Frühjahr und Herbst.
Fressfeinde der Guyana-Hörnchen sind wahrscheinlich zahlreiche waldbewohnende Beutegreifer wie Katzen, Waschbären, Marder, Hunde, Primaten, Schlangen und größere Echsen. Dokumentiert sind vor allem der Ozelot (Leopardus pardalis) sowie Kapuzineraffen (Gattungen Cebus und Sapajus).

## Systematik
Das Guyana-Hörnchen wird als eigenständige Art innerhalb der Gattung der Eichhörnchen (Sciurus) eingeordnet, die aus fast 30 Arten besteht. Die wissenschaftliche Erstbeschreibung stammt von Carl von Linné aus dem Jahr 1766, der die Art in seiner 12. Auflage des Systema naturae anhand von Individuen aus Suriname beschrieb.
Innerhalb der Art unterscheidet Thorington gemeinsam mit der Nominatform zehn Unterarten:
- Sciurus aestuans aestuans: Nominatform; kommt nördlich des Amazonas in Brasilien, Kolumbien, Venezuela, Guyana, Französisch-Guayana und Suriname vor. Bei dieser Form sind die Postaurikularflecken weißlich und das Dorsalfell und die Füße sind rötlich eingewaschen.
- Sciurus aestuans alphonsei: an der nördlichen Küste von Brasilien. Die Rückenfärbung ist blass gelblich, die Bauchseite ist grau.
- Sciurus aestuans garbei: In den brasilianischen Bundesstaaten Espírito Santo und Bahia. Bei dieser Form ist das Rückenfell olivfarben bis kastanienbraun, die Bauchseite ist orange bis ockerfarben. Die Kehle ist blass.
- Sciurus aestuans georgihernandezi: im nordwestlichen Teil des Verbreitungsgebietes einschließlich Kolumbien.
- Sciurus aestuans henseli: im südlichsten Teil des Verbreitungsgebietes im Süden Brasiliens und im Nordosten Argentiniens. Die Körperseiten sind aschgrau, der Bauch ist weiß.
- Sciurus aestuans ingrami: an der östlichen und südlichen Küste Brasiliens. Die Rückenfarbe der Tiere ist olivbraun, der Bauch ist weiß bis sandfarben.
- Sciurus aestuans macconnelli: in den Bergregionen im südlichen Venezuela, Guyana und wahrscheinlich auch im Norden Brasiliens. Die Form ist mehr braun-olivfarben als die Nominatform.
- Sciurus aestuans quelchii: im südlichen Guyana und nord-zentralen Brasilien. Die Rückenfärbung ist olivfarben, der Bauch gelb.
- Sciurus aestuans sebastiani: endemisch auf der brasilianischen Insel Ilhabela (Ilha de São Sebastião). Es handelt sich um eine große Form mit einer dunkelbraunen Rückenfärbung, die dunkler als die der Festlandformen ist. Der Schwanz ist rötlich-braun.
- Sciurus aestuans venustus: nahe dem Cerro Duida in Venezuela. Es handelt sich um eine sehr kleine Form, die in der Färbung der Nominatform entspricht.

Nach Wilson und Reader 2005 wird mit Sciurus aestuans poaiae eine weitere Unterart unterschieden, Sciurus aestuans sebastiani taucht dort allerdings nicht auf. Patton unterscheidet nur zwei Unterarten, Sciurus aestuans aestuans und S. aestuans gilvigularis. Letzteres ist bei Thorington eine eigenständige Art (Gelbkehlhörnchen (Sciurus gilvigularis)). Patton und andere unterscheiden auch das in den brasilianischen Küstenbundesstaaten und im südöstlichen Amazonasgebiet vorkommende Sciurus brasiliensis von Sciurus aestuans. Bei Thorington gehören diese Hörnchen zu Sciurus aestuans. S. a. ingrami ist bei Patton eine Unterart von Sciurus brasiliensis.

## Status, Bedrohung und Schutz
Das Guyana-Hörnchen wird von der International Union for Conservation of Nature and Natural Resources (IUCN) als „nicht gefährdet“ (least concern) eingeordnet. Begründet wird dies mit dem großen Verbreitungsgebiet und den angenommenen hohen Bestandszahlen, die nicht so schnell abnehmen, dass eine Aufnahme in eine Gefährdungskategorie gerechtfertigt ist. Da es im Verbreitungsgebiet der Art jedoch zu großflächigen Umwandlungen der Waldflächen in landwirtschaftliche Nutzflächen kommt, könnte dies in Zukunft zumindest regional absehbar sein. Die Entwaldung und Fragmentierung der Lebensräume wird entsprechend als großes Risiko für die Bestände betrachtet. In den meisten Teilen des Verbreitungsgebietes werden die Hörnchen als Fleischquelle bejagt.

## Belege
1. 1 2 3 4 5 6 7 8  Richard W. Thorington Jr., John L. Koprowski, Michael A. Steele: Squirrels of the World. Johns Hopkins University Press, Baltimore MD 2012, ISBN 978-1-4214-0469-1, S. 39–40.
2. 1 2 3 4  James L. Patton, Ulyses F. J. Pardiñas und Guillermo D’Elía (Hrsg.): Mammals of South America, Volume 2 Rodents. University of Chicago Press, 2015, ISBN 978-0-226-16960-6. S. 10–12.
3. 1 2 3  Sciurus aestuans In: Don E. Wilson, DeeAnn M. Reeder (Hrsg.): Mammal Species of the World. A taxonomic and geographic Reference. 2 Bände. 3. Auflage. Johns Hopkins University Press, Baltimore MD 2005, ISBN 0-8018-8221-4.
4. 1 2  Sciurus aestuans in der Roten Liste gefährdeter Arten der IUCN 2015.1. Eingestellt von: G. Amori, J. Koprowski, L. Roth, 2008. Abgerufen am 8. Oktober 2015.